# Biblioteca del H. Congreso de la Unión
La Biblioteca del H. Congreso de la Unión (Biblioteca del Honorable Congreso de la Unión, que antes fue la iglesia de Santa Clara) alberga sobre todo las actas de las sesiones legislativas de México desde su independencia. Se encuentra ubicado en la calle de Tacuba 29, cerca de la esquina con Bolívar, en el Centro Histórico de la Ciudad de México. Este edificio fue originalmente parte de un convento de Clarisas fundado en el siglo XVI, pero fue cerrado a causa de las Leyes de Reforma expedidas en el siglo XIX. Desde entonces fue utilizado como oficinas públicas, cuartel militar y hasta una cantina. Su uso actual fue establecido en 1936, cuando el gobierno mexicano fundó la Biblioteca del Congreso. Desde entonces, los acervos crecieron de tal forma que ya no caben en las instalaciones y una parte de ellos se albergan en el Palacio Legislativo de San Lázaro.

## Convento de Clarisas
Las tierras donde se realizó la construcción fueron donadas en 1568 por la familia de Antonio Sánchez, con la intención de edificar un convento. El convento fue construido para una orden de monjas Clarisas y comenzó sus actividades con seis miembros. La primera iglesia fue terminada en 1661 y se clasificó como parte del movimiento arquitectónico barroco pero muy austera, casi herreriana. En 1677, un incendio destruyó la iglesia. Fue reconstruida como iglesia pública y nombrada Iglesia de la Purísima Concepción en 1730. Esta iglesia se mantendría intacta desde entonces hasta el siglo XIX. Los muros y contrafuertes eran de tezontle. La fachada, pilastras, arcos, bóvedas y cúpula de piedra arenisca con escaleras de granito. Los altares eran de mármol y estaban separados del resto de la iglesia por una verja de hierro forjado.

## El edificio de mediados delsigloXIXa mediados delsigloXX

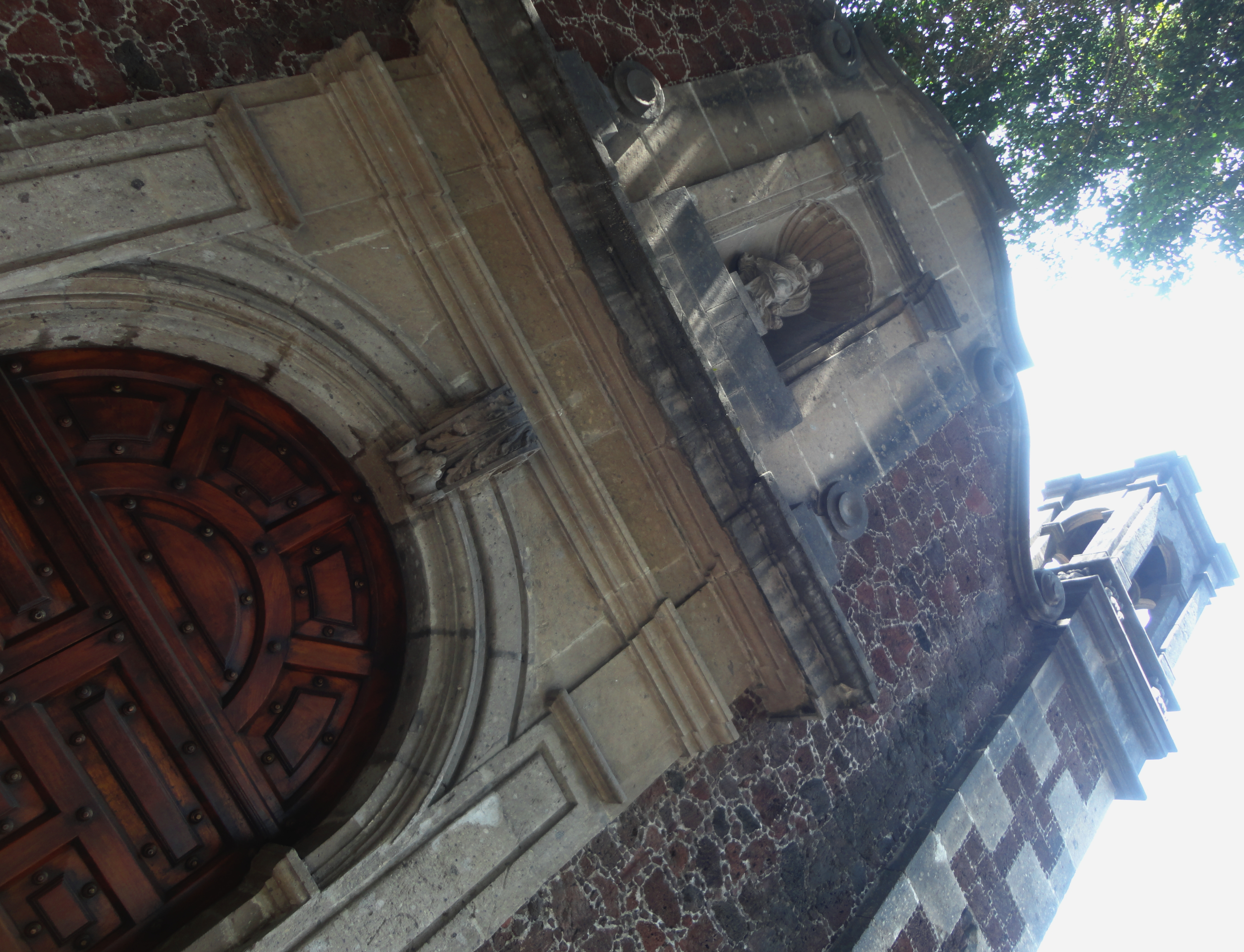
Fachada del templo.

Después de que Benito Juárez expidió las Leyes de Reforma, el convento fue clausurado y el complejo fue expropiadao en 1859. En 1861, se convirtió en las oficinas de la Dirección de Beneficencia. Más tarde, fue utilizado como cuartel y observatorio astronómico. El gobierno vendió el complejo a Eugenio Folletete en 1882, por la cantidad de 1300 pesos, y Folletes lo vendió posteriormente a Carlos Rivas. Con el tiempo llegó a manos del general Manuel González. A principios del siglo XX, el complejo se dividió, una parte volvió a manos del gobierno y se utilizó para almacenar archivos legislativos. El edificio de la antigua iglesia fue vendido a Manuel Echeverría, que estableció una cantina llamada «La Constancia» en las instalaciones. Con la intención de adaptar el edificio para tal efecto, se demolió el campanario y se abrió una puerta a la calle Bolívar. Sin embargo, a partir de la Revolución Mexicana el nacionalismo fue en aumento y como Echeverría era español, causó que se produjeran protestas en contra de que la propiedad de la construcción estuviera en manos extranjeras. Estas protestas reaparecieron de forma esporádica durante la década de 1930. La continua presión finalmente obligó a Echeverría a vender el negocio a Julio R. Lara Sosa en 1953.
La parte del complejo que pertenecía al gobierno, se utilizó a principios del siglo XX para almacenar archivos de unos 50 años. Sin embargo, a partir de la década de 1940, las goteras y las grietas producidas por la antigüedad del edificio eran bastante importantes e hicieron necesario que se realizara una remodelación. En la década de 1950, todavía no se había hecho nada y el peligro para los archivos empeoró. Debido al costo, se prefirió trasladar muchos de los archivos en vez de realizar las reparaciones necesarias. Otro problema era que no había suficiente espacio para acomodar a los estudiantes que acudían a estudiar los expedientes.

## La biblioteca
En 1935 el diputado Carlos A. Calderón presentó una iniciativa "con el objeto de que la Biblioteca de la H. Cámara de Diputados sea puesta al servicio del Público, en bien de la cultura popular". La comisión de diputados que dictaminó la iniciativa, propuso crear la Biblioteca del Congreso de la Unión, conjuntando los acervos de la Cámara de Diputados, de la Cámara de Senadores y de la Contaduría Mayor de Hacienda, y solicitando al Poder Ejecutivo la donación del ex Templo de Santa Clara, local equidistante, en ese entonces, a ambas cámaras. La comisión de diputados encargada de la reorganización de la biblioteca, estuvo formada por Carlos A. Calderón, Luis Mora Tovar y Demetrio Bolaños Espinosa. La Biblioteca Pública del H. Congreso de la Unión fue inaugurada el 4 de septiembre de 1936.
Con el paso del tiempo esta biblioteca ha realizado funciones de biblioteca pública, biblioteca escolar y biblioteca universitaria, ya que se situó en lo que en aquellos años de su inauguración, se conocía como el barrio universitario, en el corazón del Centro Histórico de la Ciudad de México.
En la actualidad, esta biblioteca pertenece, orgánicamente a la Dirección General de Servicios de Documentación, Información y Análisis de la Cámara de Diputados, que, entre sus funciones también tiene las de biblioteca parlamentaria, archivo histórico, museo y servicios de investigación y análisis, de este órgano legislativo.
En el año de 2016 se festejó el 80 aniversario de esta biblioteca, en la que estuvieron presentes el presidente de la Mesa Directiva y de la Junta de Coordinación Política de la Cámara de Diputados.